# Shaggy & Scooby-Doo Get a Clue!
Shaggy & Scooby-Doo Get a Clue! (Salsicha e Scooby Atrás das Pistas no Brasil) é uma série animada estadunidense de comédia produzida pela Warner Bros. Animation, a décima encarnação da franquia Scooby-Doo da Hanna-Barbera.
O programa estreou em 23 de setembro de 2006 e foi exibido por duas temporadas durante o bloco da manhã do Kids WB Saturday da The CW Television Network, terminando em 15 de março de 2008. Foi a última série animada que envolveu o co-fundador da Hanna-Barbera, Joseph Barbera antes de sua morte.

## Sinopse
A premissa do show gira em torno do fato de que o incrivelmente rico tio Albert Shaggleford de Salsicha Rogers desaparece e nomeia Salsicha como seu único herdeiro de uma herança. Com a ajuda da herança, Salsicha atualizou a Máquina do Mistério, dando a ela a capacidade de se transformar em vários outros veículos diferentes, como a "Máquina de fazer cachorro-quente".
O Dr. Albert Shaggleford fizera alguns inimigos antes de desaparecer. Entre os mais perigosos está o arquetípico gênio do mal e o pirata da tecnologia que quer dominar o mundo e ou se tornar imortal - Dr. Phineas Phibes (cujo nome vem do vilão de Vincent Price, O Abominável Dr. Phibes). Dr. Phibes recruta outros companheiros e lacaios para ajudá-lo com seus planos, entre eles o Dr. Trebla.
Parece que o supostamente falecido Dr. Shaggleford era, além de rico, um inventor por direito próprio, e seu jovem herdeiro sem noção está agora de posse de uma nanotecnologia muito interessante. A fórmula ultrassecreta da nanotecnologia foi misturada com os Biscoitos Scooby, que, quando ingeridos, causam uma variedade de efeitos colaterais que salvam o dia.
Salsicha e Scooby-Doo têm uma missão: armados com uma Máquina Misteriosa atualizada, um leal robô servo chamado Robi, suas novas riquezas e os novos e melhorados Biscoitos Scooby, eles devem parar os planos malignos de Phineas Phibes e salvar o mundo. No episódio 2, Salsicha atualiza a Máquina Misteriosa de sua forma original para um veículo de transformação de alta tecnologia. No entanto, geralmente se transforma em máquinas inadequadas para as tarefas em mãos (no entanto, no episódio 11, ele se transforma em veículos adequados para terminar o Polar Bear 3000). Em seu tempo livre, Salsicha e Scooby são fãs do show Chefs of Steel e do famoso solucionador de mistérios Chad Chaddington.

## Episódios
| Temporada | Temporada | Episódios | Estreia da Temporada   | Final da Temporada  |
| --------- | --------- | --------- | ---------------------- | ------------------- |
|           | 1         | 13        | 23 de setembro de 2006 | 5 de maio de 2007   |
|           | 2         | 13        | 22 de setembro de 2007 | 15 de março de 2008 |

## Personagens
- Norville "Salsicha" Rogers (dublado por Scott Menville): Salsicha não é mais vegetariano na série.
- Scooby-Doo (dublado por Frank Welker): O animal de estimação e melhor amigo de Salsicha. Ele geralmente salva o dia consumindo um Biscoito Scooby nano-infundido que lhe dá um poder incrível de alguns desses.
- Robi (dublado por Jim Meskimen): Um leal servo robótico de Salsicha e Scooby-Doo. Ele é um mordomo experimental defeituoso ou fracassado, mas de qualquer forma ele tem a tendência de quebrar paredes e outras coisas altamente destrutivas sem pensar duas vezes. Robi também teria usos diferentes para Salsicha e Scooby, embora ele seja um cozinheiro bastante péssimo, várias impressões e dando dicas de segurança (em um estilo semelhante ao Inspector Gadget). Ele também projeta hologramas do tio Albert quando quer falar com Salsicha. Robi também costuma chamar Scooby de "Rooby Roo" devido a não entender a voz de Scooby.
- Dr. Albert Shaggleford (dublado por Casey Kasem): Tio rico de Salsicha que é um inventor genial. Ele sempre envia uma transmissão para Salsicha de um local não revelado sobre as ações de Phibes. No episódio final, é revelado que ele estava disfarçado como Dr. Trebla o tempo todo (quando você inverte Trebla, é escrito Albert) e transmitindo do covil de Fibes. Ele é alérgico a amendoim
- Dr. Phineus Phibes (dublado por Jeff Bennett): O principal antagonista da série. Em sua idade mais jovem, Phibes conduziu um experimento altamente perigoso com eletricidade, que lhe custou a mão esquerda (ele usa uma prótese que parece funcionar como um canivete suíço de alta tecnologia) e o torna um pára-raios vivo - portanto, ele raramente se aventura ao ar livre, pois isso o torna suscetível a ser atingido por um raio, independentemente do clima. O produtor Eric Radomski disse o seguinte sobre o Dr. Phibes: "O covil externo do Dr. Phibes é influenciado pela deco e, no 13º episódio, apresentamos um amigo felino do Dr. Phibes. Ray DeLaurentis precisaria confirmar, mas acredito que seu suposição está correta. Dr. Phibes é Coronel Klink mais Dr. Evil dividido por Strangelove".[2]
- Dr. Trebla (dublado por Scott Menville): Dr. Trebla é o braço direito do Dr. Phibes que lhe dá conselhos e cuida de suas necessidades como seu companheiro constante. No final da série, é revelado que ele era o tio Albert trabalhando disfarçado o tempo todo, revelando como ele poderia dar informações sobre Phibes regularmente para Salsicha e Scooby. Uma pista antes dessa revelação é que seu nome é, na verdade, Albert escrito ao contrário
- Agente 1 (dublado por Jim Meskimen): O Agente 1 é sério e odeia Salsicha e Scooby. Ele costuma trabalhar com o Agente 2, para seu desgosto, e o segundo em comando. O Agente 1 também é aquele que nunca acredita no que seus agentes lhe dizem, até que ele veja uma prova, como visto em "Zoinksman". Costumam dizer a ele para bater no Agente 2 quando ele irritar o Dr. Phibes. Ele é o único que se irrita mais facilmente com o Agente 2 do que o Dr. Phibes.
- Agente 2 (dublado por Jeff Bennett ): O Agente 2 é um homem um tanto estúpido e corpulento que se ressente de seu nome e deseja ser chamado de outra coisa. Entre outras personas que ele adotou estava um ninja da "Alta Sociedade Scooby" e um piloto chamado Dr. Speed. Em um episódio, seu nome verdadeiro é Jeff, uma referência ao nome de seu dublador.

### Apoio
- Agente 3 (dublado por Frank Welker): O Agente 3 é um agente tímido, mas honesto.
- Agente 4 (dublado por Scott Menville): O Agente 4 é um agente forte.
- Agente 13 (dublado por Frank Welker): Pai idoso do Dr. Phibes.

- Ricky e Mark (dublado por Jeff Bennett e Jim Meskimen): "técnicos" do Dr. Phibes. Eles são paródias de Napoleon Dynamite e seu irmão Kip Dynamite. Eles trabalham para o Dr. Phibes e fazem invenções malignas para seu próprio uso. Mesmo que trabalhem para o Dr. Phibes, eles ajudarão Salsicha e Scooby se precisarem.

- Menace (dublado por Frank Welker): Um vilão super-forte que é o último lacaio do Dr. Phibes. Depois de experimentar a fórmula nanotecnológica, sua força foi aumentada, mas depois de um tempo, começou a enlouquecer. Ele desenvolveu uma predileção por gatinhos (lamentável para o Dr. Phibes, que na época havia usado alguma nanotecnologia roubada para se transformar em um gato) e tinha rostos sorridentes em seus bíceps. Uma paródia óbvia de Bane.

## Produção
Os personagens também têm sido re-projetados para se parecer com versões animadas de como eles apareceram no live-action Scooby-Doo. Por exemplo, Scooby é desenhado com olhos pontilhados. Assim, é o terceiro show da série Scooby-Doo, depois de A Pup Named Scooby-Doo e seguido por Be Cool, Scooby-Doo!, que não é animado ou desenhado no estilo usual de Hanna-Barbera. Esta é também a primeira série em que Casey Kasem não dublou Salsicha, mas foi feita por Scott Menville, embora Scott Innes ou Billy West retratou o personagem em muitos dos filmes animados do Scooby-Doo feitos para a televisão ou vídeo doméstico. No entanto, nesta série, Kasem faz a voz do rico e fugitivo tio Albert de Shaggy. Outra diferença notável é que Salsicha agora usa uma camisa branca de mangas curtas com uma faixa verde no meio e mangas verdes, em vez da camiseta verde que é sua marca registrada. Frank Welker ainda faz a voz de Scooby. Além disso, as tendências à covardia de Salsicha e Scooby foram consideravelmente atenuadas e mostram-se bastante habilidosas.
Muito parecido com The 13 Ghosts of Scooby-Doo no ABC em 1985 (que tinha fantasmas e monstros reais) e os curtas Scooby-Doo e Scrappy-Doo em 1980, este show é diferente da série usual "vigaristas disfarçados de fantasmas e monstros". Fred Jones, Daphne Blake e Velma Dinkley são rebaixados, mas não completamente ausentes como estavam no Scooby-Doo e no Scrappy-Doo. Eles participaram do primeiro episódio e tiveram participações especiais em outro episódio da primeira temporada. Fred e Daphne aparecem como camafeus silenciosos em um episódio da segunda temporada, quando eles não tiveram permissão para a festa de "pessoas atraentes" do Dr. Phibes. Suas silhuetas cruzam a tela nos créditos de abertura entre as silhuetas de todo o elenco regular do show, sugerindo que eles deveriam ser personagens principais em algum ponto, mas foram rebaixados na produção.

## Outras características do programa
Esta é a primeira série animada do Scooby-Doo desde 1991 fazer uso extensivo do efeito sonoro Castle Thunder, que Hanna-Barbera começou a parar de usar por volta de 1994 e raramente era usado em O Que Há de Novo, Scooby-Doo? e em nenhum dos filmes do Scooby-Doo direto para vídeo pós-2003, para serem substituídos por novos trovões gravados digitalmente.
No episódio 8, há uma cena em que imagens reais de alguns dos filmes diretos para vídeo do Scooby-Doo são usadas. Salsicha até conversa sobre os acontecimentos daquele filme.

## Home media
| Temporada | Temporada | Episódios | Ano ativo | Data de lançamento |
| Temporada | Temporada | Episódios | Ano ativo | Região 1 |
| --------- | --------- | --------- | --------- | --- |
|           | 1         | 13        | 2006–07   | Salsicha e Scooby Atrás das Pistas!: Volume 1: 30 de outubro de 2007 Episódios "Shags to Riches", "More Fondue for Scooby-Doo", "High Society Scooby", "Party Arty"Shaggy & Scooby-Doo Get a Clue!: Volume 2: 8 de julho de 2008 Episódios "Smart House", "Lightning Strikes Twice", "Don't Feed The Animals", "Mystery of the Missing Mystery Solvers"Scooby-Doo, Where Are You!: Volume 1 – A Monster Catch: 27 de janeiro de 2009 Episódio "Shags to Riches"A Pup Named Scooby-Doo: Complete Second, Third, and Fourth Seasons: 17 de março de 2009 Episódio "Party Arty"Scooby-Doo, Where Are You!: Volume 2 – Bump in the Night: 5 de maio de 2009 Episódio "More Fondue for Scooby-Doo!"Scooby-Doo, Where Are You!: Volume 3 – Hello Mummy: 9 de setembro de 2009 Episódio "High Society Scooby"Scooby-Doo, Where Are You!: Volume 4 – Spooky Bayou: 19 de outubro de 2009 Episódio "Lightning Strikes Twice"The 13 Ghosts of Scooby-Doo!: The Complete Series: 29 de junho de 2010 Episódio "Don't Feed the Animals"Best of Warner Bros. 50 Cartoon Collection: Scooby-Doo!: 13 de agosto de 2019 Episódios "Chefs of Steel", "Almost Ghosts" |
|           | 2         | 13        | 2007–08   | Scooby-Doo! 13 Spooky Tales: For the Love of Snack: 7 de janeiro de 2014 Episódio "The Many Faces of Evil"Scooby-Doo! 13 Spooky Tales: Surf's Up, Scooby-Doo!: 5 de maio de 2015 Episódio "Crusin' for a Bruisin'" |